# Радуцешти (Мехединци)
Радуцешти (рум. Răduțești) насеље је у Румунији у округу Мехединци у општини Бутојешти. Oпштина се налази на надморској висини од 130 m.

## Становништво
Према подацима из 2002. године у насељу је живело 348 становника, од којих су сви румунске националности.